# شينغ يو
شينغ يو (بالصينية: 邢瑜) هو لاعب كرة قدم صيني في مركز حراسة المرمى، ولد في 8 يناير 1996 في تشونغتشينغ في الصين. لعب مع نادي تشينغداو.